# Argentinië op de Olympische Zomerspelen 1984
Argentinië nam deel aan de Olympische Zomerspelen 1984 in Los Angeles, Verenigde Staten. Het Zuid-Amerikaanse land won geen enkele medaille.

## Resultaten per onderdeel

### Atletiek
| Olympiër          | Discipline             | Resultaat | Prestatie                   |
| ----------------- | ---------------------- | --------- | --------------------------- |
| Omar Ortega       | 1500m (m)              | DNF       | serie 6: niet gefinisht     |
| Julio César Gómez | 5000m (m)              | 47e       | serie 1: 11e in 14.28,48    |
| Julio César Gómez | 10000m (m)             | 33e       | serie 3: 12e in 29.58,06    |
| Pedro Cáceres     | 3000m steeplechase (m) | 29e       | serie 1: 10e in 8.50,02     |
| Rubén Aguiar      | marathon (m)           | 59e       | 2:31.18                     |
|                   |                        |           |                             |
| Liliana Góngora   | 1500m (v)              | 19e       | serie 2: 9e in 4.28,02      |
| Liliana Góngora   | 3000m (v)              | 25e       | serie 2: 9e in 9.41,14      |
| Beatriz Capotosto | 100m horden (v)        | 18e       | serie 4: 4e in 13,90        |
| Liliana Arigoni   | hoogspringen (v)       | 24e       | kwalificatie: 24e met 1,80m |

### Boksen
| Olympiër            | Discipline | Resultaat | Prestatie |
| ------------------- | ---------- | --------- | --- |
| Rubén Carballo      | -51kg (m)  | 17e       | 1e ronde: vrij 2e ronde: V van DOM Ramírez: knock-out                                                            |
| Pedro Ruben Decima  | -51kg (m)  | 5e        | 1e ronde: vrij 2e ronde: W van ZAI Mukuta: 5-0 3e ronde: W van TUR Öner: 4-1 kwartfinale: V van CAN Walters: 1-4 |
| Daniel R. Dominguez | -67kg (m)  | 31e       | 1e ronde: V van MEX Léon: 0-5                                                                                    |
| Gustavo Ollo        | -71kg (m)  | 9e        | 1e ronde: vrij 2e ronde: W van PAR Galeano: 5-0 3e ronde: V van FRG Zielonka: 0-5                                |
| Antonio Corti       | -75kg (m)  | 9e        | 1e ronde: W van FRG Bauer: 5-0 2e ronde: V van YUG Škaro: 1-4                                                    |
| Roberto Oviedo      | -81kg (m)  | 9e        | 1e ronde: vrij 2e ronde: V van GBR Wilson: knock-out                                                             |

### Judo
| Olympiër           | Discipline | Resultaat | Prestatie                                               |
| ------------------ | ---------- | --------- | ------------------------------------------------------- |
| Jorge di Noco      | -60kg (m)  | 12e       | 1e ronde: W van HKG Luen-Lin 2e ronde: V van USA Liddie |
| Alejandro Strático | -86kg (m)  | 18e       | 1e ronde: V van NZL Vincent                             |
| Fabián Lannutti    | -95kg (m)  | 18e       | 1e ronde: V van DEN Jensen                              |
| Ricardo Andersen   | +95kg (m)  | 11e       | 1e ronde: V van USA Nelson                              |

### Kanovaren
| Olympiër       | Discipline    | Resultaat | Prestatie                                                                        |
| -------------- | ------------- | --------- | -------------------------------------------------------------------------------- |
| Atilio Vásquez | K-1 500m (m)  | 16e       | serie 3: 7e in 1.58,18 herkansingen: 3e in 1.53,71 halve finale 3: 5e in 1.56,06 |
| Atilio Vásquez | K-1 1000m (m) | 16e       | serie 3: 5e in 4.03,86 herkansingen: 2e in 4.04,42 halve finale 2: 5e in 4.07,15 |

### Paardensport
| Olympiër                                                 | Discipline                 | Resultaat | Prestatie                           |
| -------------------------------------------------------- | -------------------------- | --------- | ----------------------------------- |
| Justo Albarracín                                         | springconcours individueel | 40e       | 1e ronde: 40e met 26,50 strafpunten |
| Martín Mallo                                             | springconcours individueel | DNF       | 1e ronde: niet gefinisht            |
| Eduardo Zone                                             | springconcours individueel | 46e       | 1e ronde: 46e met 48,25 strafpunten |
| Justo Albarracín Martín Mallo Adrián Melosi Eduardo Zone | springconcours team        | 15e       | 1e ronde: 15e met 89,75 strafpunten |

### Roeien
| Olympiër                                                     | Discipline      | Resultaat | Prestatie                                                                  |
| ------------------------------------------------------------ | --------------- | --------- | -------------------------------------------------------------------------- |
| Ricardo Ibarra                                               | skiff (m)       | 5e        | serie 3: 1e in 7.27,60 halve finale 2: 2e in 7.22,42 finale: 5e in 7.14,59 |
| Rubén D'Andrilli Claudio Guindón                             | twee-zonder (m) | 10e       | serie 2: 4e in 7.00,87 herkansingen: 2e halve finale 2: 5e in 7.08,35      |
| Oscar Bonini Gustavo Calderón Omar Ferrari Federico Lungwitz | dubbel-vier (m) | 10e       | serie 1: 5e in 6.28,80 herkansingen: 4e in 6.29,36                         |

### Schermen
| Olympiër                                                                  | Discipline      | Resultaat | Prestatie                                                                       |
| ------------------------------------------------------------------------- | --------------- | --------- | ------------------------------------------------------------------------------- |
| Csaba Gaspar                                                              | degen (m)       | 58e       | 1e ronde groep 3: 5e met 0 overwinningen                                        |
| Sergio Luchetti                                                           | degen (m)       | 46e       | 1e ronde groep 10: 3e met 2 overwinningen kwartfinale 6: 6e met 0 overwinningen |
| Marcelo Magnasco                                                          | degen (m)       | 51e       | 1e ronde groep 4: 5e met 1 overwinning                                          |
| Csaba Gaspar Sergio Luchetti Marcelo Magnasco Sergio Turiace              | degen team (m)  | 13e       | 1e ronde groep 3: 4e met 0 overwinningen                                        |
| Sergio Luchetti                                                           | floret (m)      | 34e       | 1e ronde groep 4: 3e met 3 overwinningen kwartfinale 7: 5e met 1 overwinning    |
| Sergio Turiace                                                            | floret (m)      | 38e       | 1e ronde groep 3: 4e met 1 overwinning kwartfinale 8: 5e met 0 overwinningen    |
| Csaba Gaspar Sergio Luchetti Marcelo Magnasco Sergio Turiace              | floret team (m) | 10e       | 1e ronde groep 3: 3e met 0 overwinningen                                        |
| José María Casanovas                                                      | sabel (m)       | 33e       | 1e ronde groep 4: 6e met 0 overwinningen                                        |
| Atilio Tass                                                               | sabel (m)       | 25e       | 1e ronde groep 3: 4e met 2 overwinningen kwartfinale 6: 5e met 1 overwinning    |
|                                                                           |                 |           |                                                                                 |
| Sandra Giancola                                                           | floret (v)      | 41e       | 1e ronde groep 6: 6e met 1 overwinning                                          |
| Silvana Giancola                                                          | floret (v)      | 35e       | 1e ronde groep 2: 7e met 0 overwinningen                                        |
| María Alicia Sinigaglia                                                   | floret (v)      | 33e       | 1e ronde groep 3: 5e met 2 overwinningen                                        |
| Sandra Giancola Silvana Giancola María Alicia Sinigaglia Constanza Oriani | floret team (v) | 10e       | 1e ronde groep 3: 4e met 0 overwinningen                                        |

### Schietsport
| Olympiër           | Discipline                 | Resultaat | Prestatie                        |
| ------------------ | -------------------------- | --------- | -------------------------------- |
| Ricardo Rusticucci | 10m luchtgeweer (m)        | 20e       | 577 punten: (93-95-97-98-97-97)  |
| Ricardo Rusticucci | 50m geweer 3 houdingen (m) | 34e       | 1126 punten: (394-375-357)       |
| Ricardo Rusticucci | 50m geweer liggend (m)     | 30e       | 588 punten: (100-98-97-99-97-97) |
| Ernesto Alais      | 50m pistool (m)            | 22e       | 550 punten: (93-88-94-93-92-90)  |
| Walter Bauza       | 50m pistool (m)            | 22e       | 550 punten: (89-90-87-94-97-93)  |
| Daniel Felizia     | 25m snelvuurpistool (m)    | 28e       | 580 punten: (292-288)            |
| Leopoldo Fossati   | 25m snelvuurpistool (m)    | 32e       | 578 punten: (285-293)            |

### Schoonspringen
| Olympiër       | Discipline       | Resultaat | Prestatie                                                        |
| -------------- | ---------------- | --------- | ---------------------------------------------------------------- |
| Verónica Ribot | 3m plank (v)     | 12e       | kwalificatie: 9e met 443,25 punten finale: 12e met 422,52 punten |
| Verónica Ribot | 10m platform (v) | 15e       | kwalificatie: 324,21 punten                                      |

### Volleybal
| Olympiër | Discipline | Resultaat | Prestatie |
| --- | ---------- | --------- | --- |
| Esteban de Palma Daniel Castellani Esteban Martínez Carlos Wagenpfeil Daniel Colla Alejandro Diz Hugo Conte Waldo Kantor Raúl Quiroga Jon Uriarte Alcides Cuminetti Leonardo Wiernes | zaal (m)   | 6e        | groepsfase: 4e V van Verenigde Staten: 1-3 (6-15,7-15,15-10,8-15) V van Brazilië: 1-3 (8-15,8-15,18-16,13-15) W van Tunesië: 3-0 (15-9,15-7,15-3) W van Zuid-Korea: 3-2 (15-6,14-16,13-15,15-7,15-12) 5-8e plaats: W van Japan: 3-1 (9-15,15-10,15-10,15-11) 5-6e plaats: V van Zuid-Korea: 1-3 (13-15,15-9,9-15,7-15) |

| Groep A |                  |             |             |             |      |      |       |           |           |           |        |
| #       | Land             | Wedstrijden | Wedstrijden | Wedstrijden | Sets | Sets | Sets  | Setpunten | Setpunten | Setpunten | Punten |
| #       | Land             | G           | W           | V           | V    | T    | Saldo | V         | T         | Saldo     | Punten |
| 1       | Brazilië         | 4           | 3           | 1           | 10   | 4    | +6    | 191       | 144       | +47       | 7      |
| 2       | Verenigde Staten | 4           | 3           | 1           | 9    | 4    | +5    | 168       | 117       | +51       | 7      |
| 3       | Zuid-Korea       | 4           | 3           | 1           | 9    | 6    | +3    | 203       | 162       | +41       | 7      |
| 4       | Argentinië       | 4           | 1           | 3           | 7    | 9    | -2    | 184       | 207       | -23       | 5      |
| 5       | Tunesië          | 4           | 0           | 4           | 0    | 12   | -12   | 64        | 180       | -116      | 4      |

| Ronde       | Datum       | Plaats           | Land | Score      | Land |
| ----------- | ----------- | ---------------- | ---- | ---------- | ---- |
| Groepsfase  |             |                  |      |            |      |
| 29 juli     | Los Angeles | Verenigde Staten | 3-1  | Argentinië |      |
| 31 juli     | Los Angeles | Argentinië       | 1-3  | Brazilië   |      |
| 4 augustus  | Los Angeles | Tunesië          | 0-3  | Argentinië |      |
| 6 augustus  | Los Angeles | Zuid-Korea       | 2-3  | Argentinië |      |
| 5-8e plaats |             |                  |      |            |      |
| 8 augustus  | Los Angeles | Japan            | 1-3  | Argentinië |      |
| 5-6e plaats |             |                  |      |            |      |
| 10 augustus | Los Angeles | Zuid-Korea       | 3-1  | Argentinië |      |

### Wielersport
| Olympiër                                                    | Discipline                    | Resultaat | Prestatie |
| Baan                                                        | Baan                          | Baan      | Baan |
| ----------------------------------------------------------- | ----------------------------- | --------- | --- |
| Marcelo Alexandre                                           | sprint (m)                    | 6e        | 1e ronde: 1e in 11,87 2e ronde: 1e in 12,68 3e ronde: 1e in 12,30 kwartfinale: V van USA Vails: 0-2 (11,33-12,07) |
| Claudio Iannone                                             | sprint (m)                    | 11e       | 1e ronde: 2e herkansingen 1e ronde: 1e in 11,51 2e ronde: 1e in 11,79 3e ronde: 2e herkansing 3e ronde: 2e        |
| Pedro Caino                                                 | individuele achtervolging (m) | 30e       | kwalificatie: gedubbeld                                                                                           |
| Gabriel Curuchet                                            | individuele achtervolging (m) | 13e       | kwalificatie: 16e in 4.55,07 1e ronde: V van USA Hegg in 4.51,04                                                  |
| Pedro Caino Gabriel Curuchet Juan Curuchet Eduardo Trillini | ploegenachtervolging (m)      | 9e        | kwalificatie: 9e in 4.32,25                                                                                       |
| Juan Curuchet                                               | puntenkoers (m)               | 30e       | serie 1: 3e op 1 ronde (35 punten) finale: 5e op 1 ronde (20 punten)                                              |
| Juan Carlos Haedo                                           | puntenkoers (m)               | 20e       | serie 2: 7e op 1 ronde (19 punten) finale: 20e op 3 ronden (1 punt)                                               |
| Marcelo Alexandre                                           | 1000m tijdrit (m)             | 7e        | 1.07,29 |
| Weg                                                         |                               |           | |
| Luis Biera                                                  | wegwedstrijd (m)              | DNF       | niet gefinisht |

### Worstelen
| Olympiër         | Discipline  | Resultaat   | Prestatie                                                                    |
| Vrije stijl      | Vrije stijl | Vrije stijl | Vrije stijl                                                                  |
| ---------------- | ----------- | ----------- | ---------------------------------------------------------------------------- |
| Daniel Navarrete | -62kg (m)   | 17e         | 1e ronde groep B: 8e V van FRA Santoro: 1-9 V van ITA La Bruna: 0-13         |
| Boris Goldstein  | -68kg (m)   | 17e         | 1e ronde groep B: 10e V van PUR Goldstein: fall V van TUR Şeker: fall        |
| Oscar Strático   | -74kg (m)   | 20e         | 1e ronde groep B: 11e V van NGR Olawale: punten V van CMR Bambe: passiviteit |
| Grieks-Romeins   |             |             |                                                                              |
| Daniel Navarrete | -62kg (m)   | 17e         | 1e ronde groep A: 9e V van FRG Gabriel: 0-13 V van FRA Jalabert: 0-13        |
| Boris Goldstein  | -68kg (m)   | 12e         | 1e ronde groep B: 7e V van SYR Al-Nakdali: 12-0 V van FIN Sipilä: 3-15       |
| Oscar Strático   | -74kg (m)   | 15e         | 1e ronde groep A: 11e V van FRG Helbing: 0-12 V van SWE Tallroth: 0-12       |

### Zeilen
| Olympiër                                         | Discipline      | Resultaat | Prestatie                            |
| ------------------------------------------------ | --------------- | --------- | ------------------------------------ |
| Jorge García Velazco                             | windglijder (m) | 17e       | 134,4 punten: (17-9-YMP-23-18-15-25) |
| Carlos A. Irigoyen Gonzalo Heredia               | 470 (m)         | 10e       | 90,7 punten: (25-3-8-13-10-10-14)    |
| Martín Ferrari Sergio Sinistri                   | tornado (m)     | 15e       | 108 punten: (15-14-12-13-5-14-17)    |
| Pedro Ferrero Alberto Llorens Carlos Sanguinetti | soling (m)      | 13e       | 93,7 punten: (15-15-12-3-14-17-4)    |

### Zwemmen
| Olympiër              | Discipline           | Resultaat | Prestatie                                      |
| --------------------- | -------------------- | --------- | ---------------------------------------------- |
| Fabián Ferrari        | 100m vrije slag (m)  | 38e       | serie 8: 5e in 53,69                           |
| Fabián Ferrari        | 200m vrije slag (m)  | 43e       | serie 4: 6e in 1.59,39                         |
| Alejandro Lecot       | 400m vrije slag (m)  | 26e       | serie 3: 6e in 4.05,74                         |
| Alejandro Lecot       | 1500m vrije slag (m) | 20e       | serie 2: 5e in 15.49,94                        |
| Julio César Falón     | 100m schoolslag (m)  | 34e       | serie 1: 6e in 1.07,80                         |
| Julio César Falón     | 200m schoolslag (m)  | 34e       | serie 7: 5e in 2.30,40                         |
| Luis Juncos           | 100m vlinderslag (m) | 31e       | serie 7: 5e in 56,86                           |
| Luis Juncos           | 200m wisselslag (m)  | 29e       | serie 1: 5e in 2.12,83                         |
|                       |                      |           |                                                |
| Virginia Sachero      | 100m vrije slag (v)  | 27e       | serie 6: 6e in 1.00,53                         |
| Virginia Sachero      | 200m vrije slag (v)  | 27e       | serie 3: 6e in 2.13,41                         |
| Alicia María Boscatto | 100m schoolslag (v)  | 21e       | serie 3: 5e in 1.14,45                         |
| Alicia María Boscatto | 200m schoolslag (v)  | 13e       | serie 1: 3e in 2.36,38 finale B: 5e in 2.36,96 |

Algerije · Amerikaanse Maagdeneilanden · Andorra · Antigua en Barbuda · Argentinië · Australië · Bahama’s · Bahrein · Bangladesh · Barbados · België · Belize · Benin · Bermuda · Bhutan · Birma · Bolivia · Bondsrepubliek Duitsland · Botswana · Brazilië · Britse Maagdeneilanden · Canada · Centraal-Afrikaanse Republiek · Chili · China · Chinees Taipei · Colombia · Congo-Brazzaville · Costa Rica · Cyprus · Denemarken · Djibouti · Dominicaanse Republiek · Ecuador · Egypte · El Salvador · Equatoriaal-Guinea · Fiji · Filipijnen · Finland · Frankrijk · Gabon · Gambia · Ghana · Grenada · Griekenland · Groot-Brittannië · Guatemala · Guinee · Guyana · Haïti · Honduras · Hongkong · Ierland · IJsland · India · Indonesië · Irak · Israël · Italië · Ivoorkust · Jamaica · Japan · Joegoslavië · Jordanië · Kaaimaneilanden · Kameroen · Kenia · Koeweit · Lesotho · Libanon · Liberia · Liechtenstein · Luxemburg · Madagaskar · Malawi · Maleisië · Mali · Malta · Marokko · Mauritanië · Mauritius · Mexico · Monaco · Mozambique · Nederland · Nederlandse Antillen · Nepal · Nicaragua · Nieuw-Zeeland · Niger · Nigeria · Noord-Jemen · Noorwegen · Oeganda · Oman · Oostenrijk · Pakistan · Panama · Papoea-Nieuw-Guinea · Paraguay · Peru · Portugal · Puerto Rico · Qatar · Roemenië · Rwanda · Salomonseilanden · Samoa · San Marino · Saoedi-Arabië · Senegal · Seychellen · Sierra Leone · Singapore · Soedan · Somalië · Spanje · Sri Lanka · Suriname · Swaziland · Syrië · Tanzania · Thailand · Togo · Tonga · Trinidad en Tobago · Tsjaad · Tunesië · Turkije · Uruguay · Venezuela · Verenigde Arabische Emiraten · Verenigde Staten · Zaïre · Zambia · Zimbabwe · Zuid-Korea · Zweden · Zwitserland